# 梁洪涛
梁洪涛（1978年9月19日—），黑龙江省黑河市人，籍贯天津市宝坻区。速滑运动员，拥有十年专业运动员经历，曾参加过三届全国冬季运动会和两届全运会。于2003年结婚。

## 个人经历
- 1993年-1996年 就读于黑河市体校
- 1996年 正式成为黑河市体工队速滑专业运动员
- 1998年1月22日 在新疆乌鲁木齐水西沟全国速滑锦标赛获得男子短全能500米冠军
- 2001年2月10日 在哈尔滨举行的全国速滑锦标赛获得男子短距离全能500米季军[1]
- 2005年 退役及转职黑河市体育中学专职速滑教练员